# Sinnkriterium
Der Begriff Sinnkriterium bezeichnet in der Philosophie einen allgemeinen Maßstab, rational sinnvolle Aussagen von sinnlosen Aussagen zu unterscheiden.

## Logischer Empirismus
Ein grundlegendes Ziel des logischen Empirismus war es, kognitiv sinnvolle Aussagen von solchen Aussagen abzugrenzen, die keinerlei kognitive Bedeutung haben. Damit wird nicht ausgeschlossen, dass letztere z. B. einen emotiven oder metaphorischen Sinn haben können. Die logischen Empiristen vertraten allerdings die Position, dass nur kognitiv sinnvolle Aussagen wissenschaftlich-rational behandelbar seien. Andererseits sah z. B. Rudolf Carnap in der Erfüllung des empiristischen Sinnkriteriums nur eine notwendige, aber keine hinreichende Bedingung für die Wissenschaftlichkeit einer Aussage oder eines Aussagensystems. Nach Carnap gibt es besonders bei Pseudowissenschaften, wie z. B. der Astrologie, zwar kognitiv sinnvolle Aussagen, die aber aus anderen Gründen nicht wissenschaftlich sind. Das Sinnkriterium darf deswegen nicht als ein Kriterium zur Abgrenzung zwischen Wissenschaft auf der einen und Nicht-Wissenschaft auf der anderen Seite, oder gar als ein Kriterium für Pseudowissenschaft missverstanden werden.
Vielmehr ist das Sinnkriterium gegen solche Systeme gerichtet, welche im Sprachgebrauch der logischen Empiristen als Metaphysiken bezeichnet wurden. Vertreter des Wiener Kreises und die logischen Empiristen bezeichneten solche Systeme als Metaphysik, welche zwar aus emotiven und metaphorischen Aussagen bestehen, diese aber fälschlich so behandeln, als wären sie kognitiv sinnvolle Aussagen. Anders als Religion oder Kunst, welche etwa durch emotive und metaphorische Aussagen ein bestimmtes Lebensgefühl erzeugen wollen, gebraucht demnach ein Metaphysiker solche Aussagen fehlerhaft als kognitiv sinnvolle; nach Auffassung der Vertreter des Wiener Kreises wurden durch diesen fehlerhaften Sprachgebrauch immer wieder Scheinprobleme innerhalb der Philosophie erzeugt. 
Ausgehend von einer empiristischen Grundauffassung lautet das Sinnkriterium in seiner ersten Form: Die Bedeutung einer Aussage ist die Methode ihrer Verifikation. Demnach sind alle die Aussagen sinnvoll, wenn sie sich anhand von Beobachtungen verifizieren lassen. „Bringt eine Aussage keinen Sachverhalt zum Ausdruck, so hat sie keinen Sinn.“. Carnaps Kritik richtete sich besonders gegen bedeutungslose Wörter und syntaktisch falsche Sätze. Sein Paradebeispiel war der Heidegger-Satz: „Das Nichts nichtet.“
Kritiken sowohl innerhalb des logischen Empirismus als auch von außerhalb haben zu mehreren Modifizierungen des Sinnkriteriums Anlass gegeben. Zweifel an der Verifizierbarkeit von wissenschaftlichen Aussagen, speziell die Unmöglichkeit, sogenannte Allaussagen zu verifizieren, haben dazu geführt, dass von der Forderung nach Verifizierbarkeit abgegangen wurde. Andererseits wurde die von Popper vorgeschlagene deduktive Methode als zu eng abgelehnt. Stattdessen hat Carnap die Begriffe Bewährung und Prüfbarkeit so verallgemeinert, dass sowohl induktive als auch deduktive Methoden zugelassen sind, damit ein Satz das Sinnkriterium erfülle. 
Eine weitere Problematik ist, dass wissenschaftliche Theorien Sätze und Begriffe (Theoretischer Begriff) enthalten, die sich nicht als überprüfbare Beobachtungssätze formulieren lassen, ohne dass dabei ein für den praktisch arbeitenden Wissenschaftler nicht handhabbares Aussagensystem herauskommt. Dies hat einerseits dazu geführt, dass von Alfred Jules Ayer und Carnap jeweils verschiedene relationale Sinnkriterien entwickelt wurden. Gemeinsam haben diese relationalen Sinnkriterien, dass nicht mehr jeder Aussage selbst bestätigbar (bzw. prüfbar) sein muss, sondern dass es unter bestimmten Bedingungen ausreichend ist, dass aus einer Aussage bestätig- oder prüfbare Aussagen logisch ableitbar sind. 
Ein anderes ebenfalls von Carnap entwickeltes Konzept zur Behandlung des Problems der theoretischen Terme ist die Zweistufentheorie. Ihr zufolge wird die wissenschaftliche Sprache in zwei Sprachen unterteilt: eine theoretische Sprache und eine Beobachtungssprache. Aussagen der Beobachtungssprache erfüllen automatisch das Sinnkriterium. Aussagen sind auch dann empirisch sinnvoll, wenn sie in die Beobachtungssprache ausdrückbar bzw. übersetzbar sind. Für theoretische Aussagen und Begriffe hingegen, die nicht vollständig in die Beobachtungssprache übersetzbar sind, wird die Prognoserelevanz gefordert; d. h., aus solchen theoretischen Aussagen müssen prüfbare Aussagen in der Beobachtungssprache gefolgert werden können, welche ohne sie nicht gefolgert werden können. 
Ein kritischer Einwand gegen das empiristische Sinnkriterium ist, dass es nicht ausschließlich logisch begründet ist, sondern dass es normativ ist bzw. aus Zweckmäßigkeitsgründen eingeführt wurde. Seit John Leslie Mackie ist indes auch die Erklärung des Normativen in das Blickfeld empiristischer Philosophen gerückt.
Ein weiterer Einwand gegen das Sinnkriterium ist, dass es zu tolerant sei, d. h., es lassen sich Aussagensysteme angeben, die nicht sinnvoll sind und trotzdem das Sinnkriterium gemäß dem Zweisprachenkonzept erfüllen. Nach Carnap ist deswegen die Forderung nach Prognoserelevanz für theoretische Terme nur eine Mindestanforderung, aber keine hinreichende Bedingung für ein kognitiv sinnvolles Aussagensystem.

## Pragmatische Maxime
Ebenfalls als Sinnkriterium wird die Pragmatische Maxime von Charles S. Peirce aufgefasst:
Überlege, welche Wirkungen, die denkbarerweise praktische Relevanz haben können, wir dem Gegenstand unseres Begriffs in unserer Vorstellung zuschreiben. Dann ist unser Begriff dieser Wirkungen das Ganze unseres Begriffs des Gegenstandes. (CP 5.402)
Die Bedeutung eines Gedankens liegt nach Peirce darin, welche Verhaltensdisposition er zu einer möglichen Handlung erzeugt.